# Leszna Górna

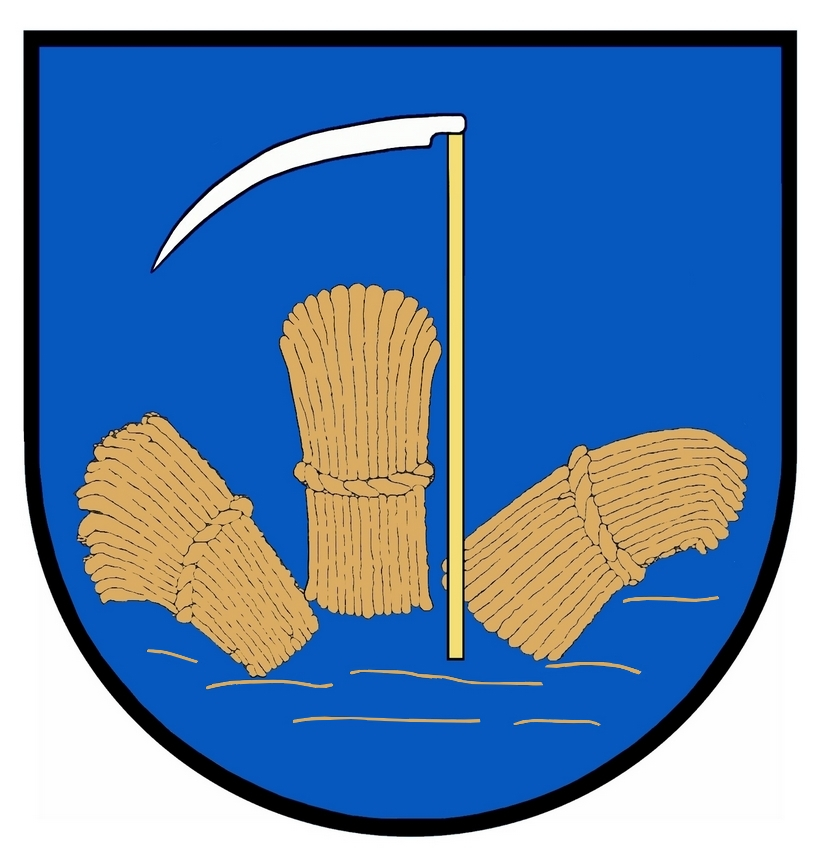
Nieoficjalny herb wsi Leszna Górna

Leszna Górna (dawniej też: Leszna Niemiecka, ciesz. Lyszno, niem. Ober Lischna) – wieś sołecka w gminie Goleszów w powiecie cieszyńskim, w województwie śląskim. Wieś leży w historycznych granicach regionu Śląska Cieszyńskiego. Powierzchnia sołectwa wynosi 906 ha, a liczba ludności 576, co daje gęstość zaludnienia równą 63,6 os./km².
Nazwa wsi, nawiązująca do gwarowego lyska (leszczyna), występowała pierwotnie w formie „Leszczna”.
Leszna Górna stanowi 5/6 powierzchni przedzielonej granicą dawnej wsi, której 1/6 – Leszna Górna – znajduje się obecnie w Czechach i stanowi wraz z Leszną Dolną (w całości w Czechach) od 1946 część miasta Trzyńca.

## Położenie geograficzne
Leszna Górna jest położona w dolinie rzeki Lesznianki na granicy Beskidu Śląskiego z Pogórzem Cieszyńskim, u podnóży szczytu Wróżna i najwyższego szczytu gminy Goleszów – Ostrego. Jednocześnie przez szczyty te przebiega granica państwa: leżące poza nią Wędrynią i Nydek należą już do Czech. Od strony północnej nad Leszną Górną wznosi się góra Tuł, a granice wsi sięgają pod Małą Czantorię na przysiółku Budzin. Z Lesznej Górnej widoczne są również szczyty Beskidu Morawsko-Śląskiego, w szczególności Jaworowego i Ostrego.

## Części wsi
| SIMC    | Nazwa      | Rodzaj    |
| ------- | ---------- | --------- |
| 0052474 | Mołczyn    | część wsi |
| 0052480 | Parszywiec | część wsi |
| 0052505 | Podlesie   | część wsi |
| 0052497 | Pod Tułem  | część wsi |
| 0052511 | Potok      | część wsi |

## Historia
Miejscowość po raz pierwszy wzmiankowana została w łacińskim dokumencie Liber fundationis episcopatus Vratislaviensis (pol. Księga uposażeń biskupstwa wrocławskiego), spisanej za czasów biskupa Henryka z Wierzbna ok. 1305 w szeregu wsi zobowiązanych do płacenia dziesięciny biskupstwu we Wrocławiu, w postaci item in Lesna principis XX mansi solventes. Zapis ten oznaczał, że wieś zobowiązana została do płacenia dziesięciny z 20 łanów mniejszych. Jej powstanie wiąże się z przeprowadzaną pod koniec XIII wieku na terytorium późniejszego Górnego Śląska wielką akcją osadniczą (tzw. łanowo-czynszową). Principis oznaczało, że była własnością księcia, w przeciwieństwie do Lesznej Dolnej oznaczonej jako Lesna Snessonis. Wieś politycznie znajdowała się wówczas w granicach utworzonego w 1290 piastowskiego (polskiego) księstwa cieszyńskiego, będącego od 1327 lennem Królestwa Czech, a od 1526 roku w wyniku objęcia tronu czeskiego przez Habsburgów wraz z regionem aż do 1918 roku w monarchii Habsburgów (potocznie Austrii).
W sprawozdaniu z poboru świętopietrza z 1335 w diecezji wrocławskiej na rzecz Watykanu sporządzonego przez nuncjusza papieskiego Galharda z Cahors wśród 10 parafii archiprezbiteratu w Cieszynie wymieniona jest parafia w miejscowości Lezna, czyli Leszna (Górna). Miejscowa parafia katolicka powstała więc w okresie lokacyjnym i obejmowała obie Leszne. Została ponownie wymieniona w podobnym spisie sporządzonym przez archidiakona opolskiego Mikołaja Wolffa w 1447 pod nazwą Lesna. Pierwotny kościół, drewniany, w okresie Reformacji należał do ewangelików.
W 1430 Leszna Górna została sprzedana Piotrowi Nydkowi z Górnej Lesznej przez Tyczka z Łagowa. W 1529 r., decyzją księcia cieszyńskiego Wacława II, Leszną otrzymał Jan Czelo z Czechowic – kanclerz na dworze cieszyńskim.
Na przełomie XVIII i XIX w. na terenie wsi kopano rudę żelaza dla huty w Ustroniu.
Według austriackiego spisu ludności z 1900 w 97 budynkach w Lesznej Górne na obszarze 1227 hektarów mieszkało 807 osób, co dawało gęstość zaludnienia równą 65,8 os./km². z tego 298 (36,9%) mieszkańców było katolikami, 505 (62,6%) ewangelikami a 4 (0,5%) wyznawcami judaizmu, 799 (99%) było polsko-, 6 (0,7%) niemiecko- a 1 (0,1%) czeskojęzyczna. Do 1910 roku liczba budynków wzrosła do 101 a mieszkańców do 870, z czego 867 zameldowanych było na stałe, 301 (34,6%) było katolikami, 564 (64,8%) ewangelikami, 5 (0,6%) żydami, 862 (99,1%) polsko- a 5 (0,6%) niemieckojęzycznymi.
Po podziale Śląska Cieszyńskiego, dokonanym 28 lipca 1920 roku, zachodnia część wsi (ok. 1/6 powierzchni) znalazła się po stronie czechosłowackiej jako Horní Líštná (obecnie dzielnica Trzyńca).
W latach 1975–1998 miejscowość położona była w województwie bielskim.
W latach 1954–1991 stacjonowała tu strażnica Wojsk Ochrony Pogranicza. Z dniem 16 maja 1991 roku strażnica została przejęta przez Straż Graniczną i funkcjonowała do 1 stycznia 2003 roku, kiedy to została rozformowania.
Do 21 grudnia 2007 roku w miejscowości funkcjonowało przejście graniczne Leszna Górna-Horní Líštná, które to zostało zlikwidowane.

## Zabytki
Według Narodowego Instytutu Dziedzictwa, w miejscowości znajdują się następujące obiekty zabytkowe:
- Kościół parafialny pw. św. Marcina (nr rej.: 953/68 (R/346/52) z 24.10.1967 oraz A-272/78 z 3.02.1978).

Zbudowany w latach 1719-1731. Murowany, jednonawowy, z kwadratową wieżą od zachodu, utrzymany jest w stylu późnobarokowym. Mieści cenne wyposażenie późnobarokowe z 2 ćwierci XVIII w. W obejściu ołtarza renesansowa płyta nagrobna rycerza Czelo z Czechowic z końca XVI w. Na cmentarzu przykościelnym płyta nagrobna z 1678 r., późnobarokowa figura św. Jana Nepomucena oraz krzyże żeliwne, pochodzące z hut w Ustroniu i Trzyńcu.
- tereny na Górze Tuł (nr rej.: R.34/48 z 30.06.1948)

## Postacie związane z Leszną Górną
W Lesznej Górnej urodzili się:
- Jan Pindór (1852-1924) – pastor i podróżnik;
- Józef Kożdoń (1873-1949) – polityk, założyciel i przywódca Śląskiej Partii Ludowej oraz współzałożyciel i sekretarz generalny Związku Ślązaków na Śląsku Cieszyńskim;
- Maria Sojka (1875-1944) – członkini Rady Narodowej Księstwa Cieszyńskiego[20]
- Paweł Musioł (1905-1943) – pedagog, literat i publicysta, działacz polityczny i społeczny na Górnym Śląsku oraz działacz polskiego ruchu oporu w czasie II wojny światowej.

W latach 1915–1922 kierownikiem miejscowej szkoły był Walenty Krząszcz (1886-1959), nauczyciel i pisarz regionalny.

## Religia
Na terenie wsi działalność duszpasterską prowadzą następujące Kościoły:
- Kościół rzymskokatolicki (parafia Świętego Marcina)
- Kościół Ewangelicko-Augsburski (filiał parafii w Goleszowie)

## Komunikacja
Do wsi kursują busy firmy TRANSBUS z Ustronia.

## Instytucje społeczne i sportowe
Na terenie wsi znajduje się nowe boisko do piłki nożnej i siatkówki, nowy plac zabaw oraz świetlica gminna. W świetlicy znajduje się klub tenisa stołowego „LKS Lesznianka”, który ma za sobą wiele sukcesów w zawodach. W miejscowości tej działa Ochotnicza straż pożarna założona w 1902 roku i koło gospodyń wiejskich, a także Zespół Regionalny „Czantoria”.

## Turystyka
Przez miejscowość przechodzą trasy rowerowe:
- czerwony Główny Karpacki Szlak Rowerowy (621 km)
- żółta trasa rowerowa nr 256 – Dzięgielów – Ustroń (8,5 km)

a także piesze szlaki turystyczne i szlaki spacerowe, m.in.  szlak „Graniczny” (10 km).

## Galeria

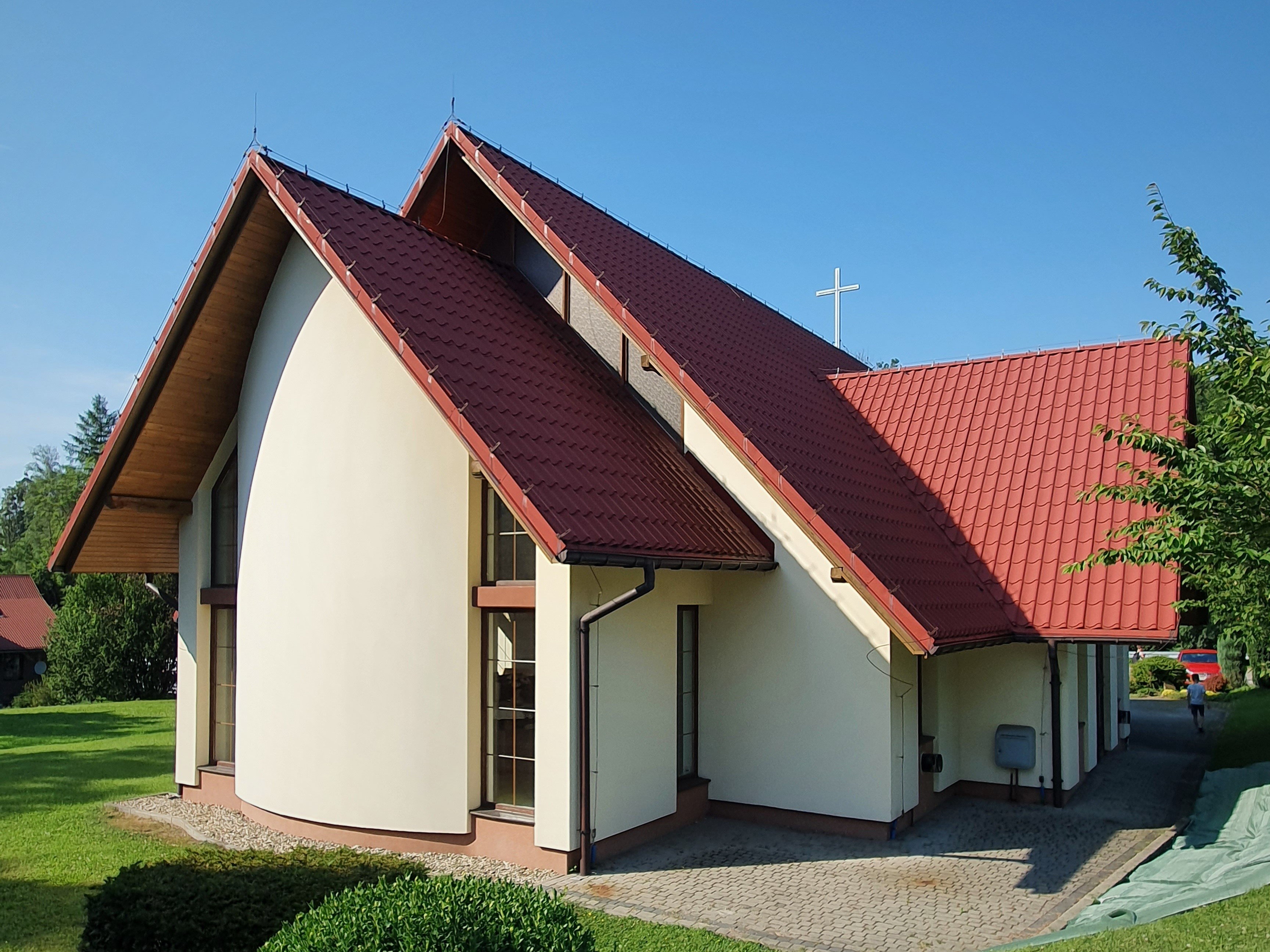
Kościół luterański
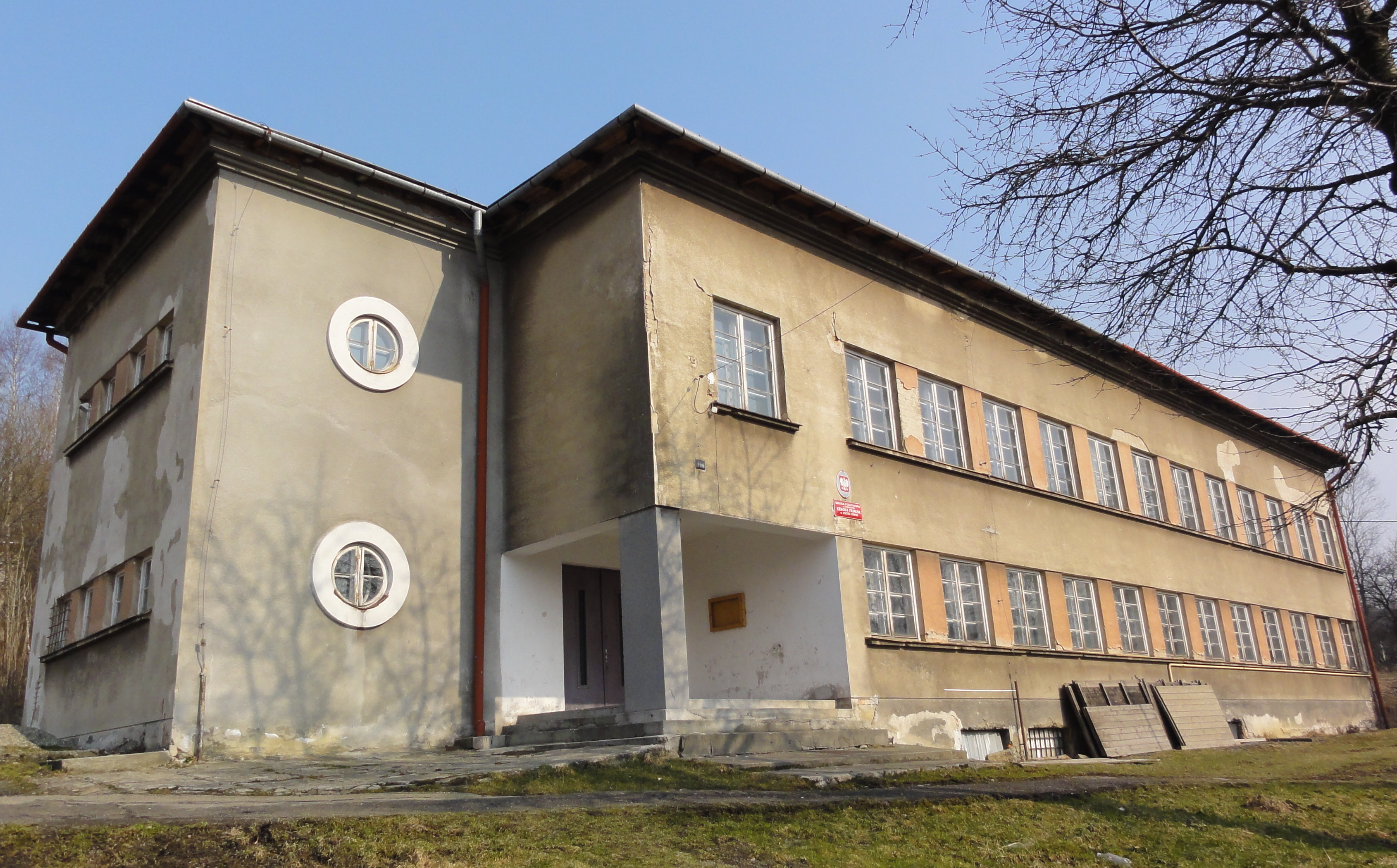
Dawna szkoła podstawowa
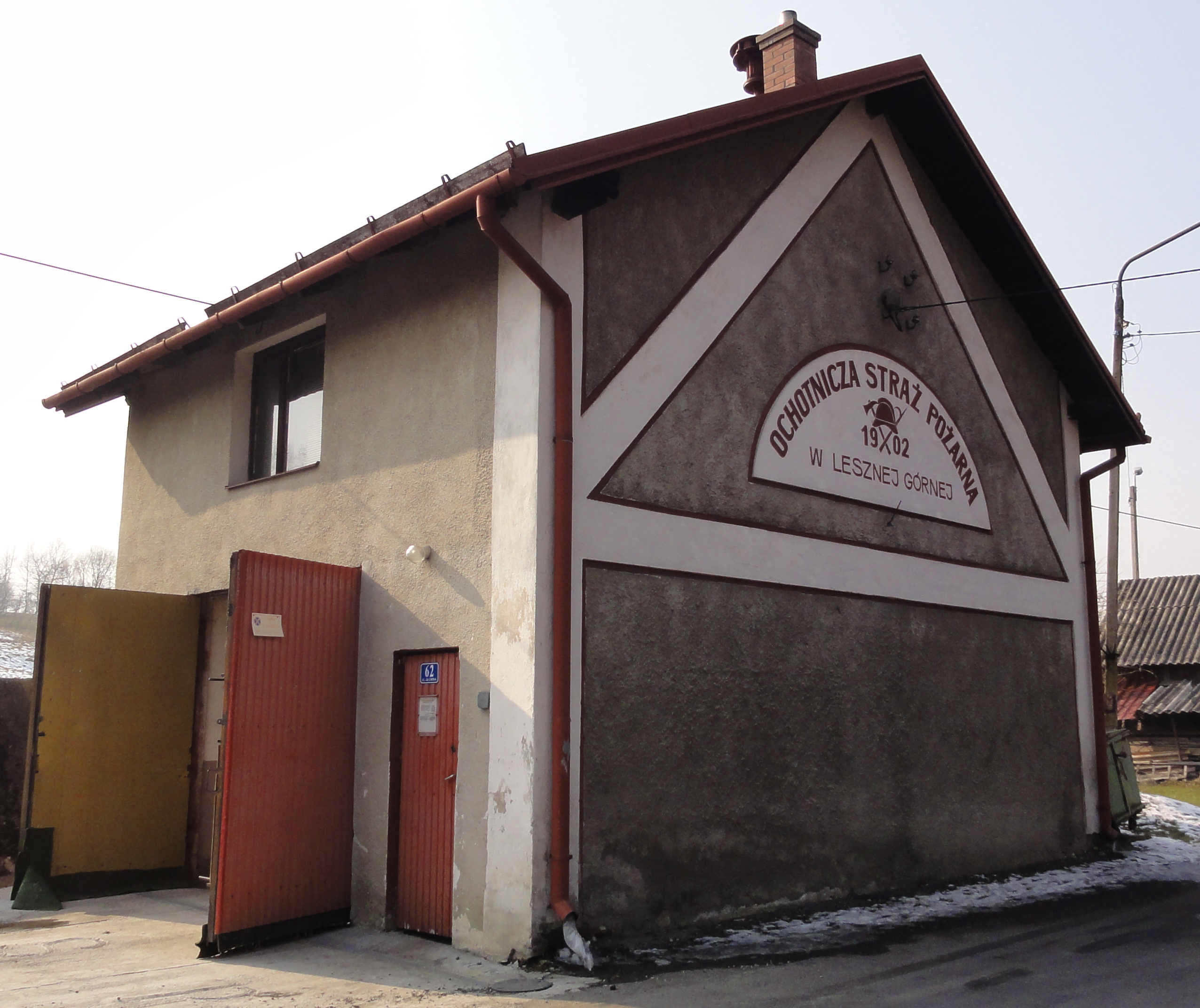
OSP Leszna Górna
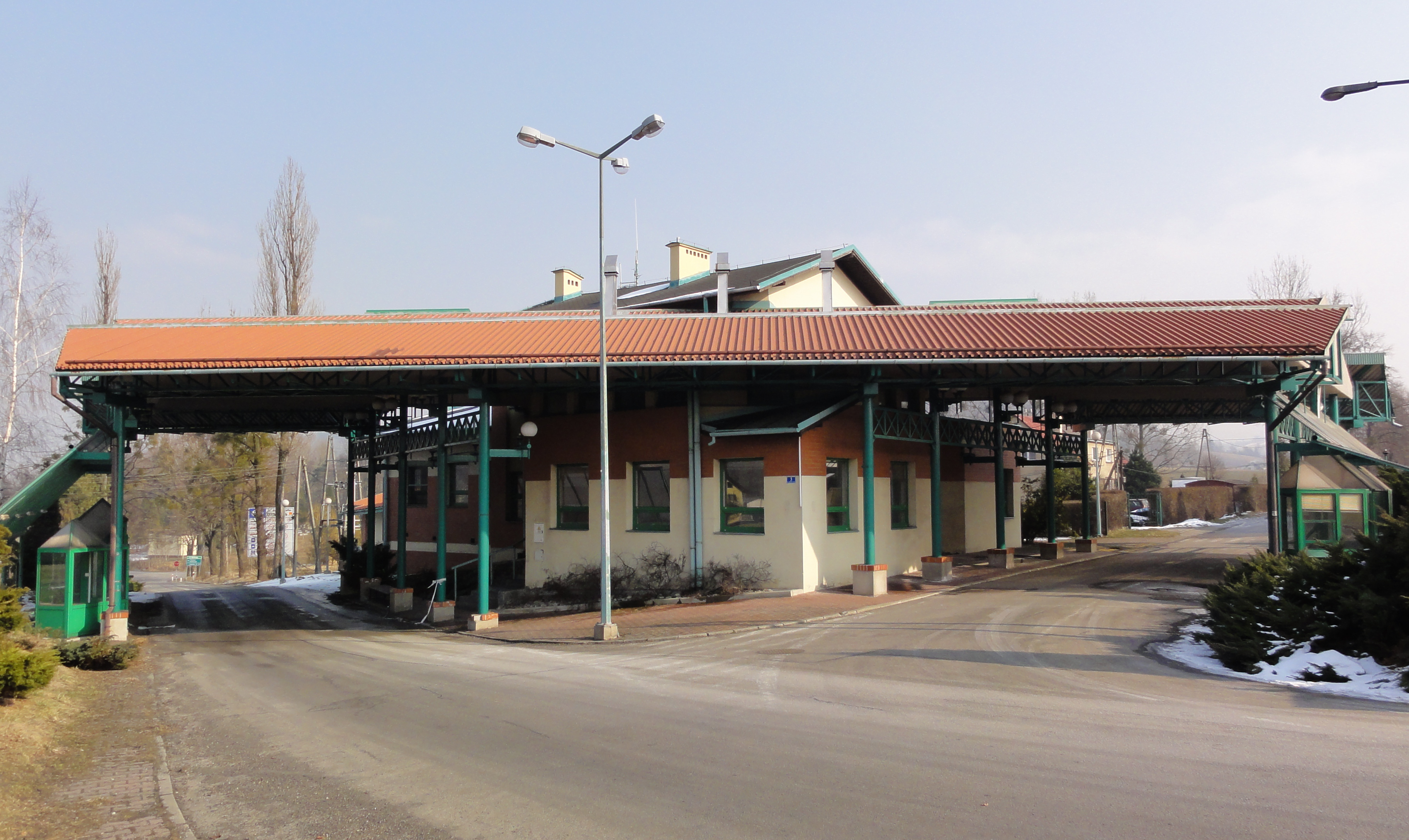
Dawne przejście graniczne
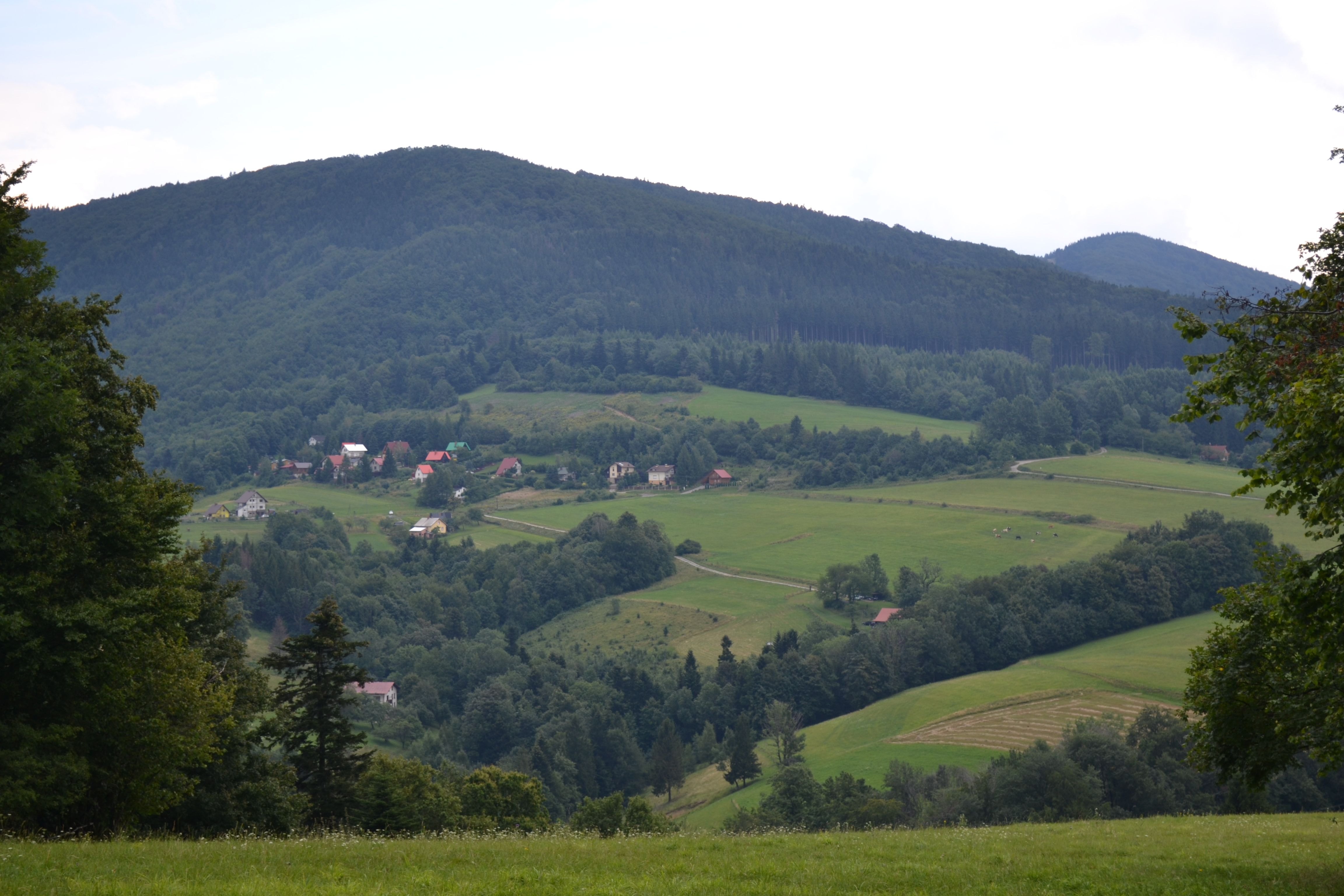
Widok na Małą Czantorię i przysiółek Podlesie